# Two Sides of Peter Banks
Two Sides of Peter Banks es el primer álbum en solitario de Peter Banks, exguitarrista del grupo Yes. El título, Two Sides of Peter Banks (Dos Caras de Peter Banks en castellano), hace referencia con ironía a las dos caras de un vinilo y de la personalidad del músico. En él, participan una serie de músicos invitados, colaboradores de otras bandas de rock progresivo como Focus, Genesis o King Crimson. 

## Pistas
1. Vision of the King (Banks)
2. White House Vale (Banks)
3. Knights (Banks)
4. Battles (Akkerman, Banks)
5. Last Ellipse (Banks)
6. Beyond the Loneliest Sea (Akkerman)
7. Stop That! (Akkerman, Banks)
8. Get Out of My Fridge (Akkerman, Banks)

## Músicos
Jan Akkerman - Guitarra. 

Peter Banks - Guitarra, teclados.

Ray Bennett - Bajo.

Phil Collins - Batería. 

Steve Hackett - Guitarra. 

Michael Hough - Batería. 

John Wetton - Bajo.

- Datos: Q6154181